# باتريك تامباي
باتريك تامباي (بالفرنسية: Patrick Tambay)‏  مواليد 25 يونيو 1949 في باريس، هو سائق فورملا 1 فرنسي سابق بدأ مسيرته الاحترافية سنة 1977. كان أول سباق له هو جائزة فرنسا الكبرى 1977، حقق أول فوز له في جائزة ألمانيا الكبرى 1982. خاض خلال مسيرته 123 سباقاً فاز في 2 منها.

## سباقات شارك فيها
- لو مان 24 ساعة
- بطولة العالم للسيارات الرياضية

## بطولات حققها
- جائزة ألمانيا الكبرى 1982

## روابط خارجية
- باتريك تامباي على موقع Racing-Reference.info (الإنجليزية)
- باتريك تامباي على موقع DriverDB.com (الإنجليزية)